# 石井倫子
石井 倫子（いしい ともこ、1967年 - ）は、日本女子大学文学部教授。専門は中世文学、特に文化史的な視点から金春禅鳳を中心とした室町時代の能を研究している。国立能楽堂公開講座講師、銕仙会公開講座講師、横浜能楽堂指定管理者審査委員・久良岐能舞台指定管理者審査委員などを歴任。

## 略歴
- 1967年2月　大阪府河内長野市に生まれる。
- 1985年3月　東京都立戸山高等学校卒業
- 1989年3月　東京大学国文学専修課程卒業
- 1992年3月　東京大学大学院人文社会系研究科国語国文学専攻修士課程修了
- 1993年4月　日本学術振興会特別研究員DC
- 1994年4月　東京国立文化財研究所芸能部調査員（～2000年3月）
- 1995年3月　東京大学大学院人文社会系研究科国語国文学専攻博士課程単位取得退学
- 1995年4月　日本学術振興会特別研究員PD
- 1995年4月　共立女子短期大学非常勤講師（～2000年3月）
- 1996年1月　学位論文「室町中・後期能楽研究 ―金春禅鳳とその時代―」を東京大学に提出し、博士（文学）の学位を取得。
- 1999年4月　恵泉女学園大学非常勤講師（～2000年3月）
- 1999年　　 『風流能の時代－金春禅鳳とその周辺－』により第25回日本古典文学会賞を受賞
- 2000年4月　日本女子大学文学部専任講師
- 2003年4月　日本女子大学文学部助教授
- 2007年4月　日本女子大学文学部准教授
- 2009年4月　日本女子大学文学部教授

## 著書
- 『風流能の時代：金春禅鳳とその周辺』東京大学出版会、1998年。ISBN 4-13-086027-5。
- 『能・狂言の基礎知識』（角川学芸出版、2009）

## 参考
- 日本女子大学学術研究データベース:
- resarchmap: